# 恩賜上野動物園
東京都恩賜上野動物園（とうきょうとおんしうえのどうぶつえん）は、東京都台東区上野公園の上野恩賜公園内にある東京都立の動物園。通称「上野動物園」（「恩賜」の語が略される）。

## 概要
開園は1882年3月20日で、日本の動物園では最も古い。開園時には農商務省、その後宮内省、東京市、東京都建設局が所管、現在は指定管理者制度により公益財団法人東京動物園協会が管理する。
上野恩賜公園内にあり、上野駅（公園口）から徒歩5分の場所に正門（2022年までの旧称：表門）のゲートがある。総面積は14ヘクタール。敷地は西園と東園に分かれており、両園間は「いそっぷ橋」を介して行き来できる。
スマトラトラ、ニシローランドゴリラ等の希少動物をはじめ、500種あまりの動物を飼育している。

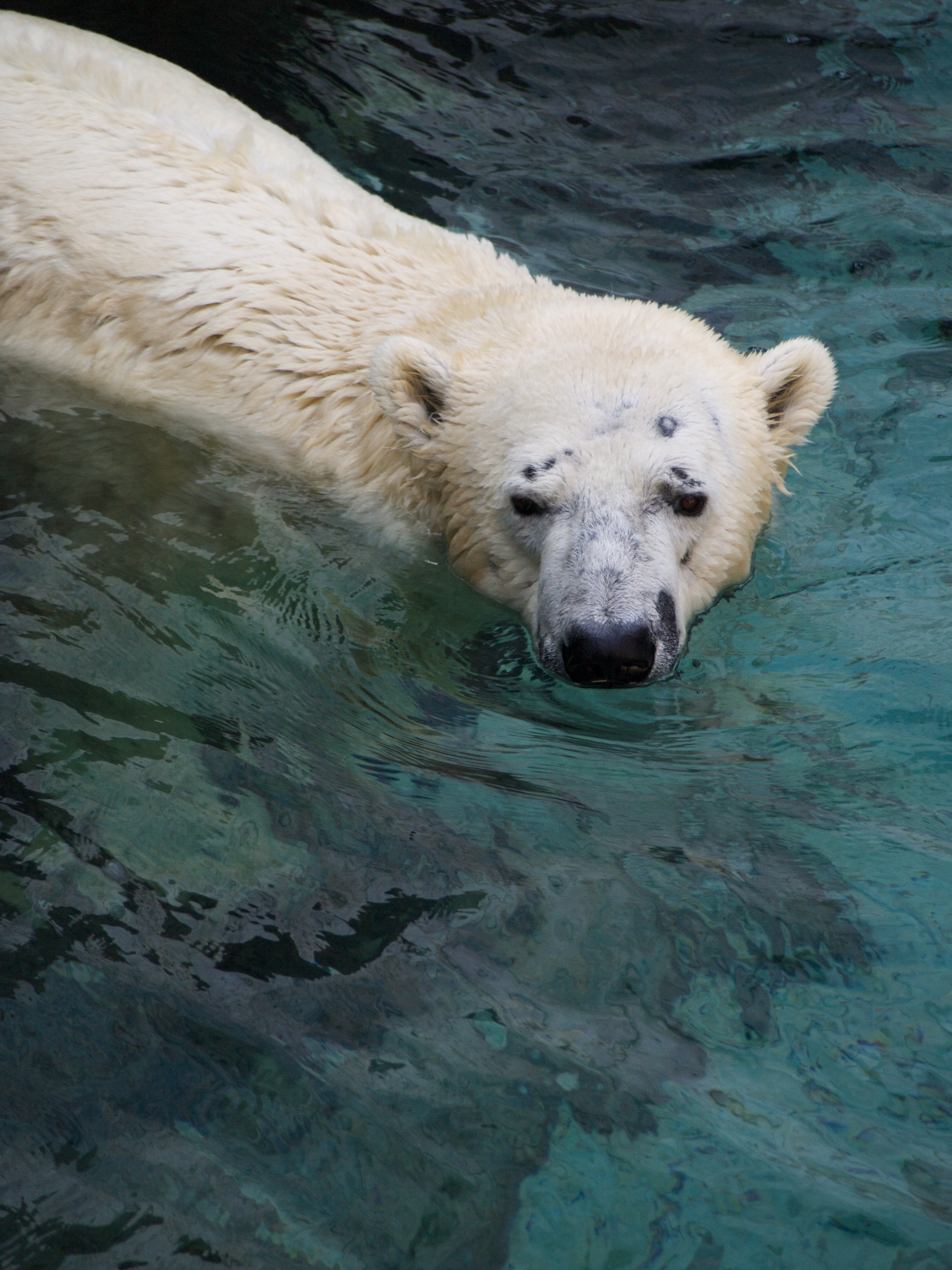
ホッキョクグマ

日本一の入園者数を記録する動物園である。旭川市旭山動物園が月間入園者数で上回る月もあるものの、年間入園者でみると当園が日本1位である。ただし、2006年度では上野動物園が350万人であったのに対し、旭山動物園は304万人（前年比98万人増）、また、2008年度は後述のパンダの死亡の影響等もあり、約290万人にまで急減。旭山動物園が約277万人となり、差が急激に縮まっている。
1990年代以降は、多摩動物公園で行われたような、飼育環境をできるだけ自然な状態に近づける取り組みが行われている。スマトラトラのコーナーでは密林の雰囲気が演出されている。また同コーナーにはトラが泳げる水槽がある。
多摩動物公園、井の頭自然文化園等の都立動物園とともに「ズーストック計画」（動物保管計画）を実施。
1950年代に、コウテイペンギンなどの飼育が行われた。以来1970年代頃まで、南極産ペンギンを飼育する数少ない動物園の1つであった。
1936年、園内からクロヒョウが逃げ出し、警視庁の特別警備隊が出動する騒ぎとなった（上野動物園黒ヒョウ脱走事件）。この事件は阿部定事件、二・二六事件とあわせて「昭和11年の三大事件」 と呼ばれている。このヒョウは排水溝に隠れていたところを捕獲されたが、後の戦時中における園飼育動物の殺害決定にはこの事件が影響したといわれている。
世界三大珍獣のジャイアントパンダ、コビトカバが飼育されている。ジャイアントパンダに関しては、2026年2月20日が返還の期限となっている。

## 施設・動物一覧
東園
- キジ舎
  - 主な動物 - ハゲガオホウカンチョウ、シラコバト、アカガシラカラスバト、キジバト、ニホンキジ、ヤブツカツクリなど
- カワウソ舎
  - ユーラシアカワウソ
- 猛禽舎
  - 主な動物 - シロフクロウ、オオコノハズク、フクロウ、ダルマワシ、クマタカ、オオワシ、コシジロハゲワシ、アンデスコンドル、モモアカノスリ
- 鳥舎
  - 主な動物 - タンチョウ

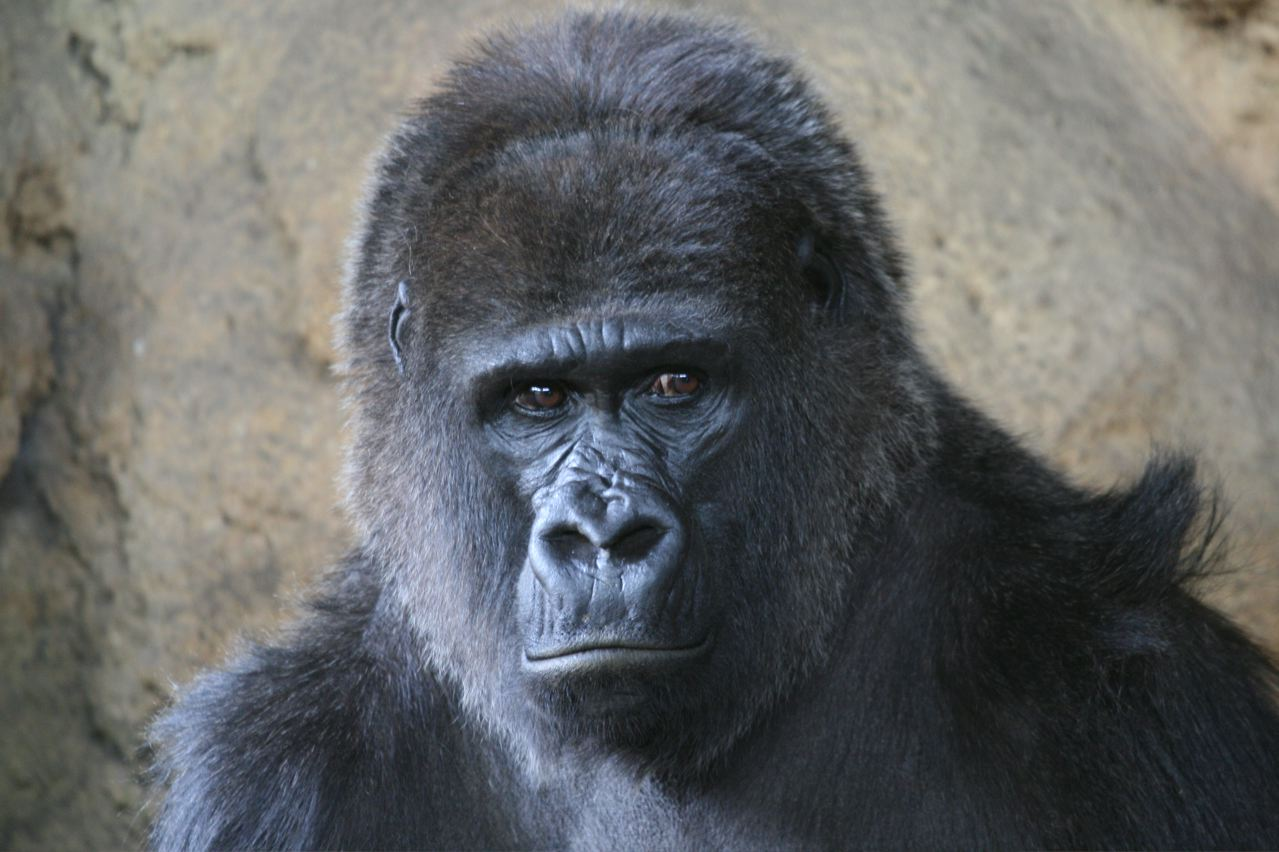
ニシローランドゴリラ

- ゴリラ・トラのすむ森（1996年春オープン）
  - 主な動物 - スマトラトラ、コサンケイ、ニシローランドゴリラ
- バク舎
  - アメリカバク
- 夜の森
  - 主な動物 - スンダスローロリス、ミミセンザンコウ、ハクビシン、デマレルーセットオオコウモリ
- バードハウス（1984年完成）
  - 主な動物 - ミナミコアリクイ、アオメキバタン、ルリゴシボタンインコ、アオバズク、ナイルチドリ、カンムリシギダチョウなど（現在は整備中）
- バードケージ
  - 主な動物 - オニオオハシ、ミヤコドリ、パラワンコクジャク、カンムリコサイチョウなど（現在は整備中）
- アフリカクロトキ舎
  - 主な動物 - アフリカクロトキ、アフリカヘラサギ
- ツル舎
  - 主な動物 - タンチョウ、オグロヅル、ヘビクイワシ、ホオアカトキ、シュモクドリ、ホオカザリヅル
- ホッキョクグマとアザラシの海（2011年10月28日オープン）[2]
  - 主な動物 - ホッキョクグマ、ゼニガタアザラシ、スバールバルライチョウ、シロフクロウ
  - 前身のホッキョクグマ舎は1927年に完成した日本初の無柵放養式飼育場。
- クマたちの丘（2006年4月28日オープン）
  - 主な動物 - エゾヒグマ、ニホンツキノワグマ
- ゾウのすむ森（2004年オープン）
  - アジアゾウ（雌：スーリヤ、ウタイ。雄：アルン）
- サル山（1931年10月15日完成）
  - 下北半島産のニホンザル「北限のサル」を展示。（現在は整備中）
- サル舎
  - 主な動物 - アビシニアコロブス、ジェフロイクモザル、シロガオサキ、ニホンザル、ブラッザグエノン
  - サル山の入れ換え前にいたニホンザルの群れの一部を展示。
- バイソン舎
  - 主な動物 -アメリカバイソン、オグロプレーリードッグ
- 日本の動物（1995年完成）
  - 主な動物 - エゾシカ、ニホンカモシカ
- 旧寛永寺五重塔（重要文化財）
  - 主な動物 - コハクチョウ
- 日本の鳥I
  - 主な動物 - ルリカケス、ニホンライチョウ、メジロ、シジュウカラ、アカショウビン、クロツグミなど
- 日本の鳥II
  - 主な動物 - ニホンリス、ヒヨドリ、アオバト、カラスバト、アカハラ、コジュケイなど

西園
- パンダのもり（2020年9月8日オープン）[8][9]

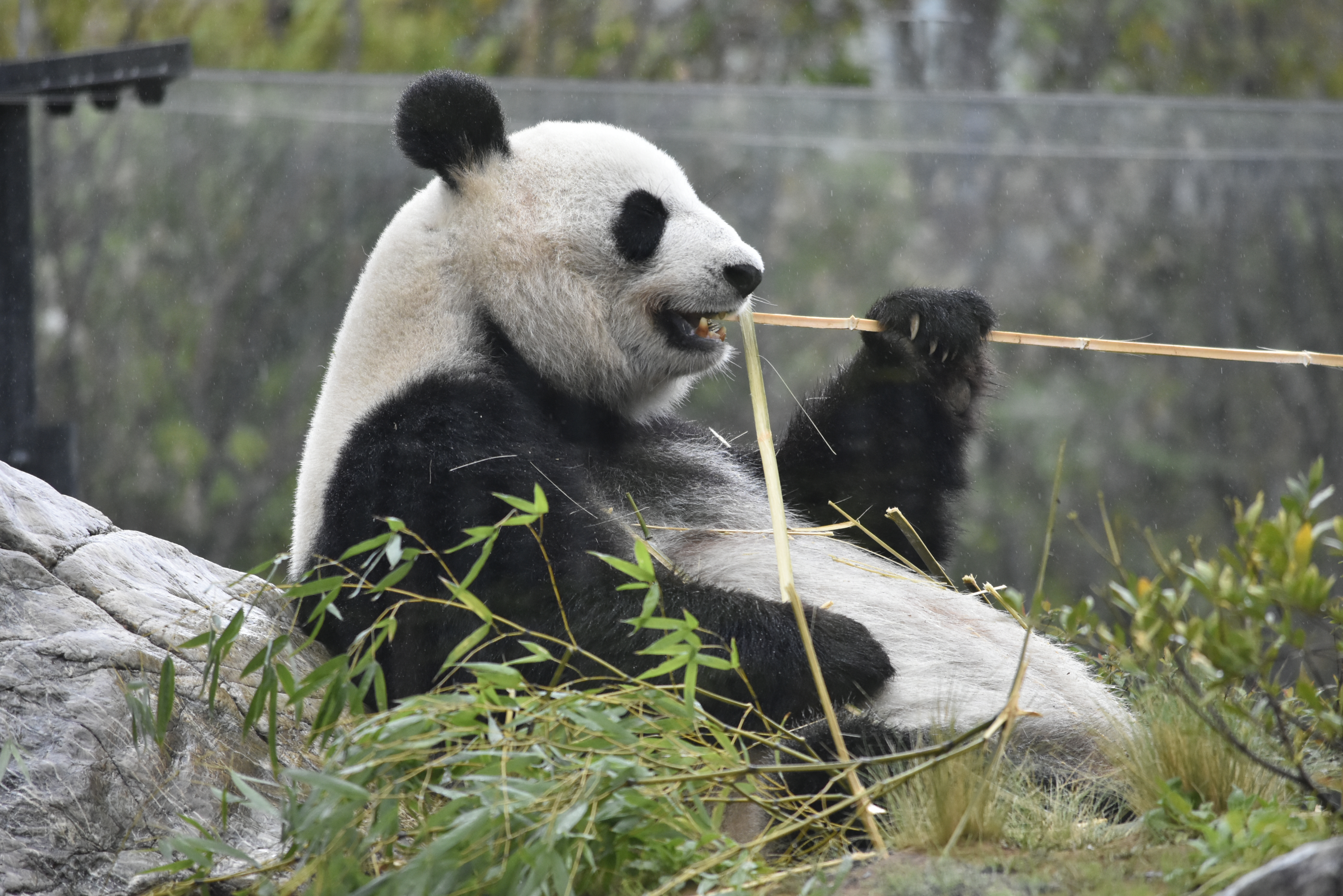
真真（シンシン、2022年4月）

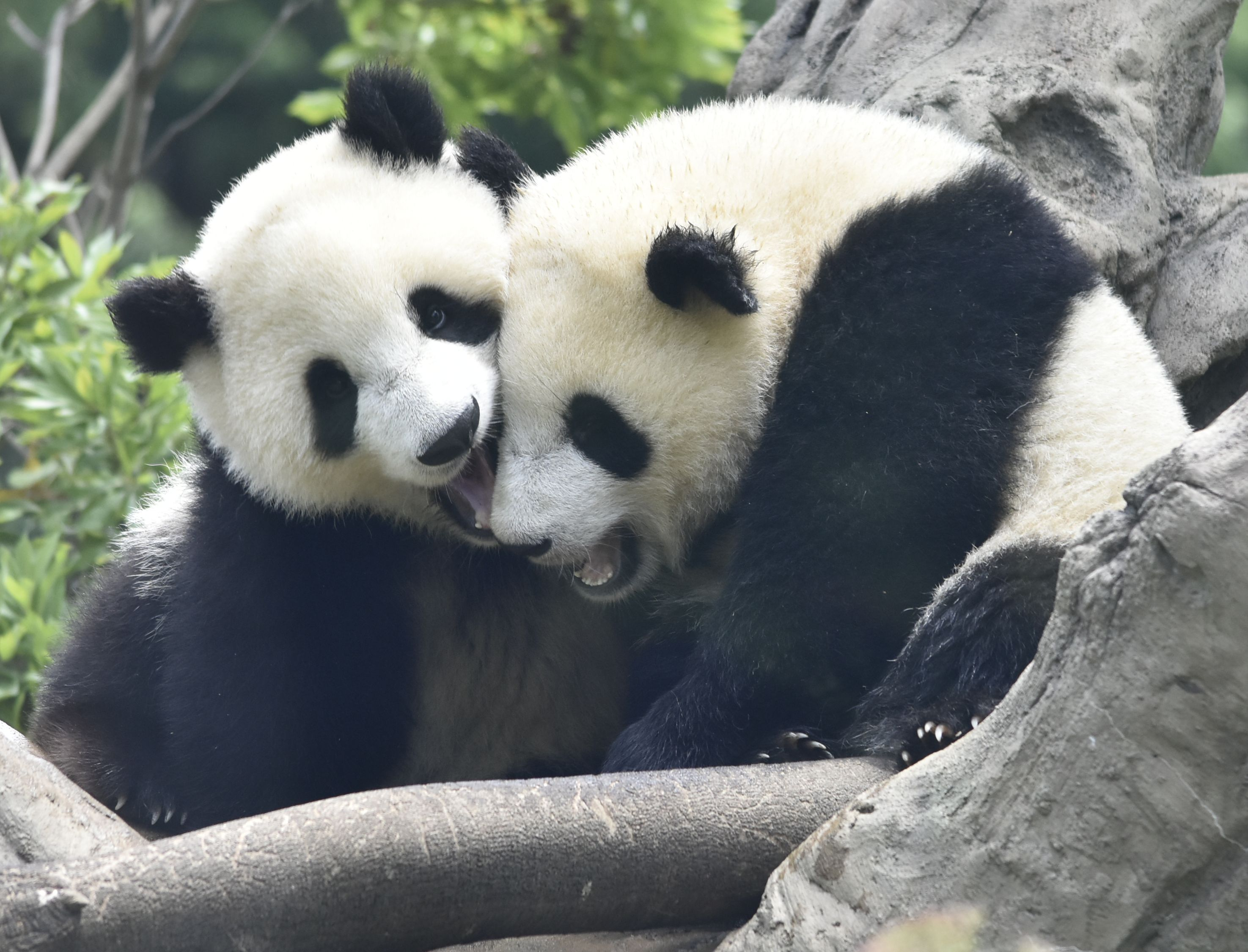
蕾蕾と暁暁（レイレイとシャオシャオ、2022年6月）

  - ジャイアントパンダ、シセンレッサーパンダ、キンケイ、ギンケイ、ベニジュケイ
- カンガルー舎
  - 主な動物 - クビワペッカリー
- 小獣館
  - 主な動物 - アカネズミ、ハダカデバネズミ、マヌルネコ、ミーアキャット、ケープハイラックス、マタコミツオビアルマジロ、キンカジュー、ヨザル、フクロモモンガ、ハリモグラ、フサオネズミカンガルー 、ツチブタなど

- アフリカの動物

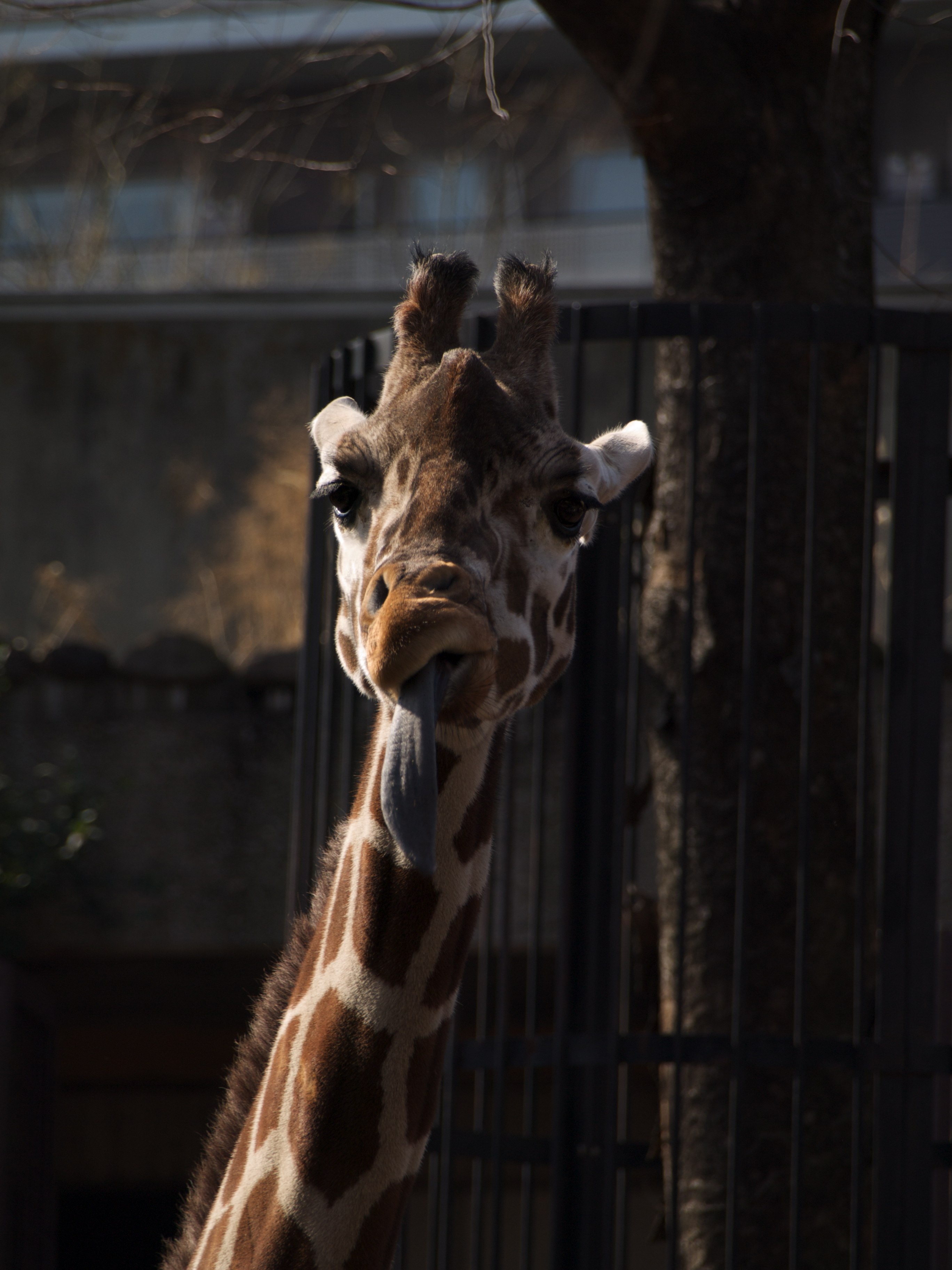
アミメキリン

  - 主な動物 - コビトカバ、カバ、ヒガシクロサイ、アミメキリン

- ペンギン池
  - ケープペンギン
- フラミンゴ舎
  - ベニイロフラミンゴ
- ハシビロコウ舎
  - ハシビロコウ

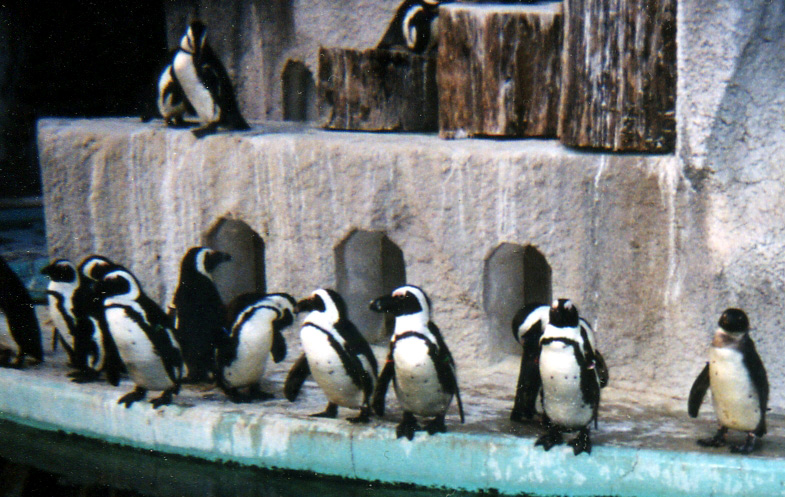
形態展示 - ケープペンギン

- 両生爬虫類館（1999年7月20日オープン）
  - 主な動物 - オオサンショウウオ、ウグイ、イリエワニ、ニシアフリカコガタワニ、マレーガビアル、ガラパゴスゾウガメ、スッポンモドキ、アジアアロワナ、ベルツノガエル、イエアメガエル、グリーンイグアナ、オマキトカゲ、クサガメ、ミシシッピアカミミガメ、アズマヒキガエル、アオダイショウ、マムシ、シマヘビなど
- アイアイのすむ森（2009年5月23日オープン）
  - 主な動物 - ワオキツネザル、エリマキキツネザル、クロキツネザル、アイアイ、ヒメハリテンレック、ハリテンレック、ホウシャガメ、マダガスカルオオゴキブリ
- 子ども動物園ステップ（2017年7月11日リニューアルオープン）
  - 主な動物 - アフリカタテガミヤマアラシ、シマスカンク、アグー、アヨー、日本在来馬、トカラヤギ、ラマ、アルパカ、ミゾゴイ、フクロウ、チョウゲンボウ、インカアジサシ、ミヤコドリ、エミュー、ニワトリ、コールダック、ウサギ、モルモット、チンチラ、クサガメ、ニホンイシガメ、ニホンスッポンなど
- 不忍池
  - 主な動物 - タンチョウ、シジュウカラガン、サカツラガン、ニホンコウノトリ

## 歴史

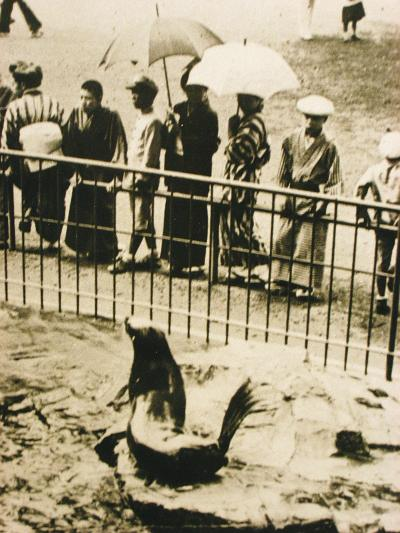
昭和3年(1928年)のオットセイ池

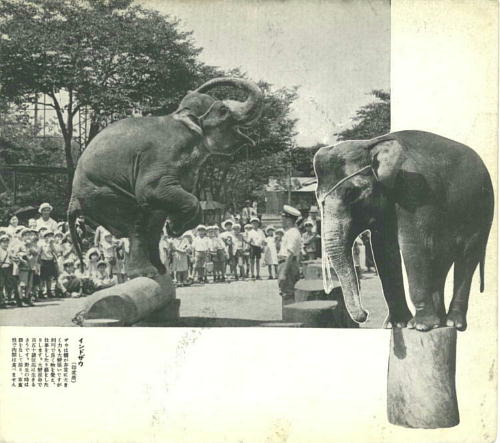
1938年（昭和13年）以前のゾウ

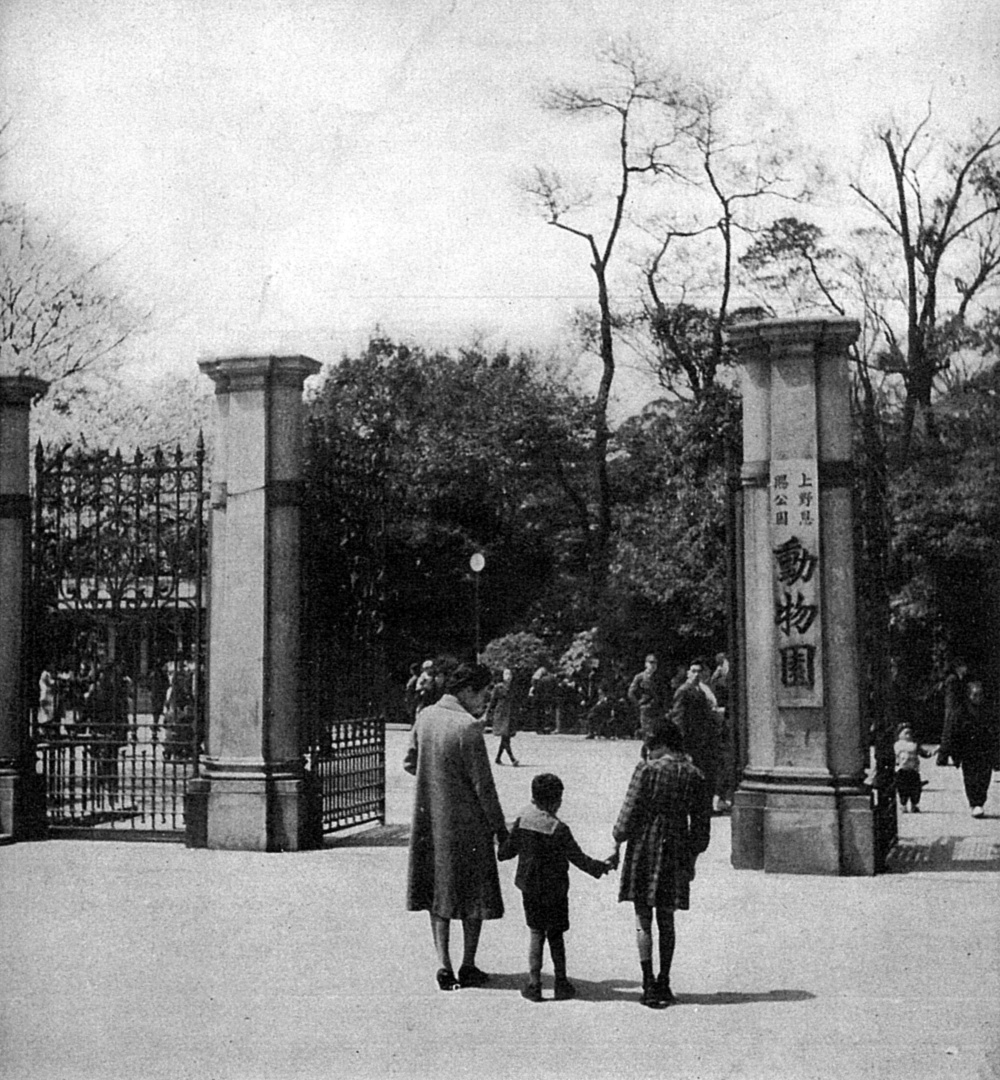
上野動物園正門（1952年）

- 1882年3月20日 - 農商務省博物局付属の動物園として開園。当初は1ヘクタールの広さであった[2]。
- 1883-1901年 - アジアゾウ、トラ、ヒョウ、シフゾウ、ハリモグラ、ニホンオオカミ、アホウドリ、ウシウマ、トキ、シマフクロウなどが来園。
- 1895年7月 - 黒川義太郎、最初の動物園獣医として採用[10]。
- 1895年 - 日清戦争で旅順を陥落させた山地元治第1師団長からフタコブラクダ2頭が皇太子に献上され飼育された[2]。
- 1902年 - ドイツ帝国ハンブルクのハーゲンベック動物園からライオン（バーバリーライオン）[2]、ダチョウ、ホッキョクグマなどが来園。
- 1903-1935年 - キリン、カバ[11]、チンパンジー、ゴールデンライオンタマリン、テングザル、メガネザル、レッサーパンダ、ナマケモノ、センザンコウ、タイマイ、クロツラヘラサギ、モリバトなどが来園。
- 1907年 - キリンが2頭来園（ファンジとグレー）。当初ラクダ小舎の天井を除き、柱を継ぎ足した仮設キリン舎で飼育された。この年入場者数が初めて100万人を超えた[2]。
- 1923年12月11日  - 関東大震災の慰安を名目として同月25日まで無料公開が行われた[12]。
- 1924年2月1日 - 管理者が東京市となる（皇太子御成婚記念による特旨）。
- 1935年 - タイの少年団から親善のためゾウ（ワンリー）が寄贈され来園。
- 1936年7月25日 - クロヒョウ脱走事件、12時間後に無事捕獲。
- 1937年 - 日本で初めてキリンが繁殖する（ただし、この時点で繁殖賞は存在しない）。爬虫類室が完成[2]。
- 1938年 - 日本で初めてカバが繁殖する。
- 1943年8-9月 - 東京都長官・大達茂雄の命により、ゾウ（ジョン、ワンリー、トンキー）「かわいそうなぞう」と言う絵本になっている、ヒグマ、ツキノワグマ、ライオン（アリとカテリーナ）[注 1]、ヒョウ、クロクマ、トラ、チーター、ホッキョクグマ、ガラガラヘビ、ニシキヘビ、マレーグマ、アメリカバイソンなど14種27頭が戦時猛獣処分される。1944-1945年には餌不足により一部動物が処分される[13]。
- 1949年 - ゾウ「インディラ」と「はな子」来園。
- 1950年 - 国内で初めてノドジロオマキザルの繁殖に成功する（これ以降、繁殖賞を受賞）。同年11月15日、天皇、皇后が揃って初の行幸啓[14]。この後もしばしば行幸の記録が残る[15]。
- 1951年 - 捕鯨団が持ち帰ったヒゲペンギンが来園[2]。
- 1952年 - 開園70周年を記念して、ディック・クレメンスによるライオンショーが行われた[2]。3月20日、海水水族館完成。
- 1957年12月17日 - 園内に上野動物園モノレールが開業。常設路線としては日本初のモノレールであった。
- 1959年 - アフリカ生態園完成（1979年まで）。
- 1960年 - 2年前に来園したトラのワンとシュフが繁殖に成功、11年間で12回43頭を出産した[2]。
- 1961年 - 国内で初めてオランウータン、カリフォルニアアシカの繁殖に成功する。
- 1962年 - 国内で初めてジャガー、コビトカバの繁殖に成功する。
- 1967年3月14日 - アジアゾウのインディラが運動場から脱走。休職中のベテラン飼育員が駆けつけてなだめ、無事収容された[16]。
- 1972年
  - ジャイアントパンダの「カンカン」と「ランラン」来園。パンダブームが起こる[17]（以下、特筆の無い“パンダ”はジャイアントパンダを指す）。
  - 世界で初めてニシアフリカコビトワニの繁殖に成功する。
- 1977年 - 国内で初めてマナヅルの人工授精に成功する。
- 1979年 - 昭和天皇の行幸[18]。
- 1985年
  - 国内で初めてチンパンジーの人工授精に成功する。
  - 国内で初めてジャイアントパンダの人工授精に成功し出産したが出産2日後にホアンホアンの下敷きになり死亡。
- 1986年 - パンダ「トントン」が誕生。
- 1989年 - ズーストック計画実施。
- 1990年 - 国内で初めてアムールヤマネコ、ベルツノガエルの繁殖に成功する。
- 1996年春 - ゴリラ・トラのすむ森完成。
- 1997年 - 世界最高齢のゴリラの雄「ブルブル」（推定44歳）が死亡。
- 1999年7月20日 - 両生爬虫類館完成。
- 2001年 - アイアイ、オカピ来園。
- 2002年 - 国内で初めてアカガシラカラスバト、ハダカデバネズミなどの繁殖に成功する。
- 2003年 - 国内で初めてアイアイ、タテガミオオカミの繁殖に成功する。
- 2004年 - ゾウのすむ森完成。国内で初めてオグロヅルの繁殖に成功する。
- 2006年4月28日 - クマたちの丘完成。
- 2008年4月30日 - パンダ「リンリン」慢性心不全により死亡（22歳）、最大5頭飼育されていたパンダがいなくなる。
- 2009年5月23日 - アイアイのすむ森オープン。
- 2010年 - 東京都が、上野動物園で2011年にもパンダを復活させると公表。
- 2011年
  - 2月21日 - 中国からの借り受けにより、パンダの雄「比力（ビーリー）、5歳5か月」と雌「仙女（シィエンニュ）、5歳7か月」が来日。来日にあたっては、中国当局に対するレンタル料および研究資金として、諸外国の同種施設と比べて約10倍の金銭の投資（日本8千万円、アメリカ4千万円、イギリス9百万円、東南アジア諸国5百万円ほど）をしたことが奏功し、およそ3年振りにパンダが復活することになった。
  - 3月9日 - 東京都が、パンダの日本名と一般公開日を発表。雄は「リーリー（力力）」、雌は「シンシン（真真）」に、公開日は3月22日の13時。
  - 3月11日 - 東日本大震災発生。目立った被害は無し[19]。
  - 3月17日 - 東日本大震災の影響で「節電への協力や余震が続く中で来園者の安全確保が困難」である事を理由に、この日より当分の間休園。これにより、22日のパンダ一般公開も無期限延期となった。
  - 4月1日 - 動物園が再開（節電のため開園時間は当分の間通常より1時間半短縮）。延期していたパンダ2匹の一般公開開始。
  - 4月16日 - 東日本大震災が遠因の怪我や内臓機能障害により、カバの「サツキ」が死亡[20]。
- 2012年
  - 6月30日　- パンダのシンシンに妊娠の兆候が確認されたため、展示を中止。
  - 7月5日 - パンダのシンシンが同日12時27分、リーリーとの間に第1子（オス・体重133.1グラム）を出産[21]。
  - 7月11日 - 前述の第1子が同日午前8時30分、シンシンの母乳を誤嚥したことによる肺炎のため死亡[22]。
- 2016年
  - 10月21日　- 中華民国の新竹市立動物園と、友好交流協議書に調印する[23]。
- 2017年
  - 6月12日 - （午前11時52分）パンダ・リーリーの妻シンシンが第2子（メス）を出産。
  - 7月11日 - 出口専用の弁天門がリニューアルされ、入園可能となる。
  - 9月25日 -  前述のパンダの名前が「シャンシャン（香香）」に決まる。同年12月18日、報道公開される[24]。
- 2019年
  - 2月3日 - カセンイ (オカピ)が24歳で死亡。
  - 5月31日 - 満2歳を迎える時期に中国に返還される予定だったシャンシャンの返還時期が、2020年12月31日に延長されたことが発表された[25]。
  - 11月1日 - 上野動物園モノレールが営業休止[26]。
  - 11月26日 - モハン（インドライオン）が17歳で死亡。最後の1頭だったため、上野動物園からライオンがいなくなる[27]

- 2020年

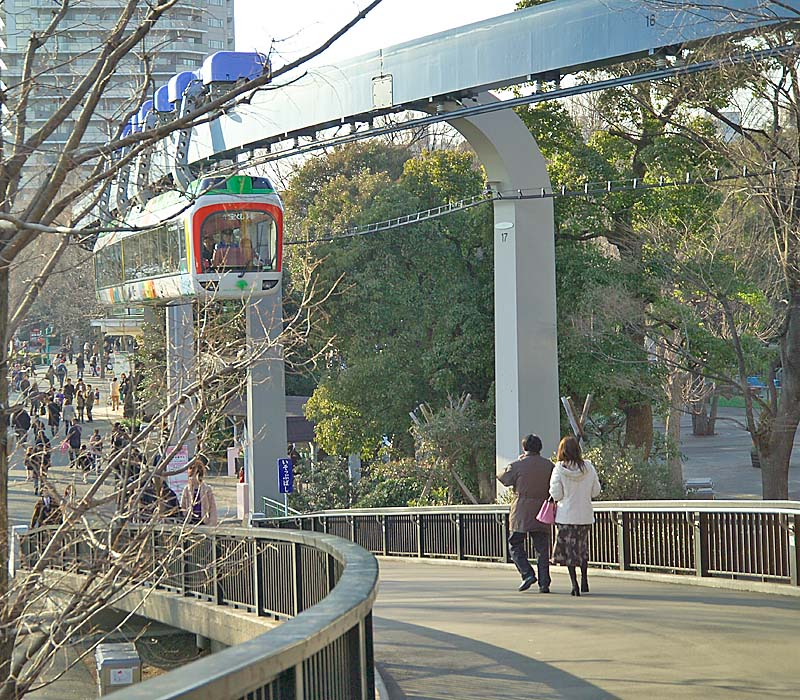
都営上野懸垂線

  - 2月29日 - 6月22日 - 新型コロナウイルス感染症（COVID-19）拡大防止のため、その他の都立動物園・水族園とともに臨時休園[28]。
  - 9月8日、西園に「パンダのもり」がオープン。ジャイアントパンダとその生息地でみられる動物の飼育施設である[29]。
  - 12月10日 - 新型コロナウイルス感染症の影響のため、ジャイアントパンダの返還期限が「シャンシャン」は2021年5月末、「リーリー」と「シンシン」は2026年2月末まで延長となった[30]。
  - 12月26日 - 新型コロナウイルス感染症の影響ため臨時休園[31]。
- 2021年
  - 3月26日 - 新型コロナウイルス感染症の影響のため、ジャイアントパンダ「シャンシャン」の返還期限が同年12月末まで延長となった[32]。
  - 6月4日 - 動物園などへの休業要請緩和を受け、5か月ぶりに運営再開。当面の間は、ピーク時の10分の1にあたる1日2,000人の入園制限となる[33]。
  - 6月23日 - パンダ・リーリーの妻シンシンが第3子（午前1時3分）、第4子（午前2時32分）を出産（オスとメス。どちらが先に生まれたかは不明）[34]。
  - 10月8日 -  前述のパンダの名前が「シャオシャオ(暁暁)」（オス）と「レイレイ（蕾蕾）」（メス）に決まる。
  - 12月7日 - ジャイアントパンダ「シャンシャン」の返還期限が2022年6月末まで延長となった[35]。
- 2022年
- 2023年
  - 2月21日 - ジャイアントパンダ「シャンシャン」、中国へ帰国。
  - 7月8日 - オカピのトトが16歳で死亡。上野動物園で飼育しているオカピはトトを最後に全員逝去した。
  - 12月27日 - 上野動物園モノレール廃止。
- 2024年
- 2025年

## 歴代園長
- 古賀忠道（初代、1937年3月1日-1962年7月15日）[10]
- 林寿郎（2代、1962年-1966年3月）
- 今泉英一（3代、1966年4月1日-1969年12月10日）
- 浅野三義（4代、1969年12月11日-1972年11月30日）
- 石内展行（5代、1972年12月1日-1978年5月31日）
- 浅倉繁春（6代、1978年6月1日-1987年5月31日）
- 中川志郎（7代、1987年6月1日-1990年7月31日）
- 田代和治（8代、1990年8月1日-1992年6月30日）
- 増井光子（9代、1992年7月1日-1995年5月31日）
- 齋藤勝（10代、1995年6月1日-1998年）
- 安部義孝（11代、1998年-2000年）
- 菅谷博（12代、2000年-2004年）
- 小宮輝之（13代、2004年-2011年7月31日）
- 土居利光（14代、2011年8月1日-2017年3月31日）
- 福田豊（15代、2017年4月1日-）

その他の歴代園長：福田三郎（戦時中の園長代理）

## 関連人物
- 歴代園長（主任／監督を含む）
  - 石川千代松（初代監督、1901年4月9日-1907年5月15日）[10] 魚類学者。動物園が東京帝室博物館の付属施設だった頃、海外から動物を輸入する際に力量を発揮。「恩賜上野動物公園」初代監督[36]。
  - 黒川義太郎　「恩賜上野動物公園」初代動物園主任（1907年6月11日-1933年1月27日）[10]。退職後の後任の動物園主任には 古賀忠道が就任する[10]。
- 西山登志雄 - カバ担当飼育員、のち東武動物公園初代園長・名誉園長。「カバ園長」として有名になる[37]。
- 宇田川竜男 - 麻布大学名誉教授。東京獣医畜産大学を卒業後勤務する。
- 粟田彰常 - 元皇族・侯爵・陸軍大尉。戦後、東京農業大学を卒業後東京都庁を経て飼育係として勤務し、ニワトリやヤギなど多くの生き物の飼育を担当した。